# Hypodoxa regina
Hypodoxa regina är en fjärilsart som beskrevs av Louis Beethoven Prout 1916. Hypodoxa regina ingår i släktet Hypodoxa och familjen mätare. Inga underarter finns listade i Catalogue of Life.